# فخرالدین حیدری
فخرالدین حیدری (زادهٔ ۱۳۵۲ در بانه) نمایندهٔ مردم سقز و بانه درمجلس شورای اسلامی در دوره های هفتم و هشتم بوده است ودر حین نمایندگی در دوره هفتم عضو کمیسیون بهداشت و درمان و عضو ناظر در سازمان نظام پرستاری بوده و طراح وارایه دهنده تعرفه گذاری در مجلس شورای اسلامی بود که تبدیل به قانون تعرفه گذاری پرستاری گردید و در دوره هشتم عضو کمیسیون اقتصاد شد که باعث رونق بازار در سقز و بانه و تصویب منطقه ویژه اقتصادی بانه در مجلس شورای اسلامی گردید و ……